# Seleukiderne
Seleukiderriget eller Seleukiderne er betegnelsen for den makedonske herskerslægt, som regerede større eller mindre dele af Perserrigets asiatiske områder fra ca. 300 f.Kr. til 64 f.Kr..
Dynastiet var opkaldt efter general og konge Seleukos 1. Nikator, som deltog i magtkampene efter Alexander den Stores død, og som fra 312 f.Kr. var herre over Babylon. Oprindeligt beherskede general Antigonos og hans slægt det øvrige område, men efter hans nederlag og død i 301 f.Kr. overtog Seleukos også disse dele af riget og udvidede det. Mens Egypten og de europæiske områder måtte opgives, beholdt slægten de asiatiske områder.
Seleukiderne styrede som asiatiske storkonger og videreførte derved de gamle persiske traditioner, men søgte samtidig i vidt omfang af hævde hellenistisk kultur og indflydelse. De to betydeligste regenter, Seleukos 1. og sønnen Antiochos 1. Soter, foretog omfattende bygrundlæggelser (Seleukia, Antiochia), og derved synes de at have søgt at skabe nye magt- og kulturcentre i stedet for de gamle asiatiske. De brød imidlertid med Alexanders begyndende sammensmeltningspolitik og prøvede bevidst at holde de græske folkeelementer adskilt fra de erobrede folkeslag. Udenrigspolitisk førte seleukiderne til stadighed voldsomme krige med Ptolemæerne i Egypten om stormagtsrollen i området, hvilket på længere sigt svækkede begge parter over for Romerriget.
Seleukiderriget havde sin største udstrækning indtil ca. 250 f.Kr.. Derefter rev de østlige (iranske) dele sig løs under partherne, som fra ca. 160 f.Kr. beherskede hele Iran. Seleukidernes besiddelser reduceredes derved, så de hovedsageligt bestod af Syrien, Lilleasien og Middelhavsregionen. Desuden udskiltes mindre kongedømmer som Pergamon og Bithynien af riget. Under kong Antiochus 3. den Store (221 f.Kr.-188 f.Kr.) forsøgte riget et nyt stormagtsfremstød, men efter nederlag til romerne i Slaget ved Magnesia i 190 f.Kr. gik Lilleasien tabt, og dermed mistede riget dets stormagtsstatus. Oprør af bl.a. jøderne under Antiokus IV Epifanes førte til nye nederlag, og de skiftende konger blev ustandselig bremset af romerske indgreb. I 100-tallet blev resterne af riget ramt af tronstridigheder, som gjorde det magtesløst over for Roms videre fremstød i området, og det blev omsider indlemmet i Romerriget ved Pompejus' felttog i 60'erne f.Kr..
Seleukiderne var i mange henseender de mest magtfulde af de makedonske herskere, som førte arven videre efter Alexander. Deres magtområde var imidlertid for kulturelt uensartet og geografisk spredt til, at der kunne skabes en enhedsstat, og den hindredes yderligere af adskillelsen af befolkningselementerne. Derimod fik de stor betydning for udbredelsen af hellenismen.